# John D. Mitchell
John D. Mitchell (1959 - ) es un botánico estadounidense. Pertenece al equipo académico del "Instituto de Botánica Sistemática", del Jardín Botánico de Nueva York,en el Bronx; experto en la familia Anacardiaceae.
- La abreviatura «J.D.Mitch.» se emplea para indicar a John D. Mitchell como autoridad en la descripción y clasificación científica de los vegetales.[3]